# Enrico Fossombroni
Enrico Vittorio Falciai Fossombroni (Arezzo, 1º marzo 1825 – Firenze, 26 aprile 1893) è stato un politico italiano, senatore del Regno d'Italia dalla XVI legislatura.

## Biografia
Figlio di Francesco Falciai e di Vittoria Bonci, sua madre, vedova, aveva sposato nel 1832 Vittorio Fossombroni, che lasciò nome e titolo di Conte dell'Impero ad Enrico.
Enrico Falciai Fossombroni fu inviato dal governo provvisorio della Toscana come commissario nella Provincia di Arezzo, città dove fu consigliere comunale e presidente del Consiglio provinciale dal 1872 al 1893, fu poi deputato di Arezzo dal 1865 al 1880 e infine fu nominato senatore nel 1886.
Massone, fu iniziato nell'ottobre 1861 nella loggia Concordia di Firenze, fu nominato membro onorario nel 1891.
La Fortezza Medicea di Arezzo fu donata da lui al Comune di Arezzo affinché fosse destinata a pubblica utilità.